# Moise Pomaney
Moise Pomaney (ur. 22 marca 1945) – ghański lekkoatleta, specjalista trójskoku, medalista igrzysk Brytyjskiej Wspólnoty Narodów w 1974, olimpijczyk.

## Kariera sportowa
Odpadł w kwalifikacjach trójskoku na igrzyskach olimpijskich w 1972 w Monachium (zajął w nich 23. miejsce). zdobył brązowy medal w tej konkurencji na igrzyskach afrykańskich w 1973 w Lagos.
Zdobył brązowy medal w trójskoku, przegrywając jedynie ze swym kolegą z reprezentacji Ghany Joshuą Owusu i Mohinderem Singhiem Gillem z Indii na igrzyskach Brytyjskiej Wspólnoty Narodów w 1974 w Christchurch. Uzyskał wówczas najlepszy wynik w swojej karierze – 16,23 m.